# Текодонти

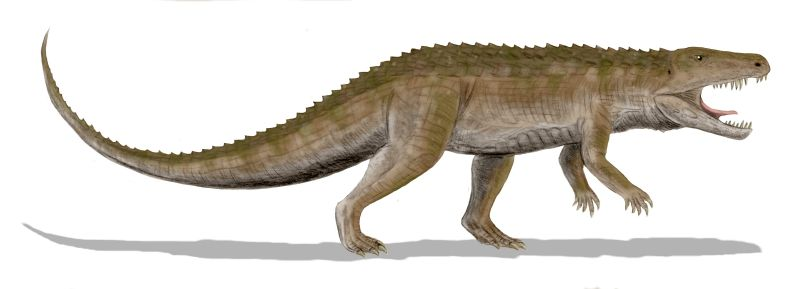
Орнітозух, текодонт з можливо двоногою (біпедальною) локомоцією. Реконструкція

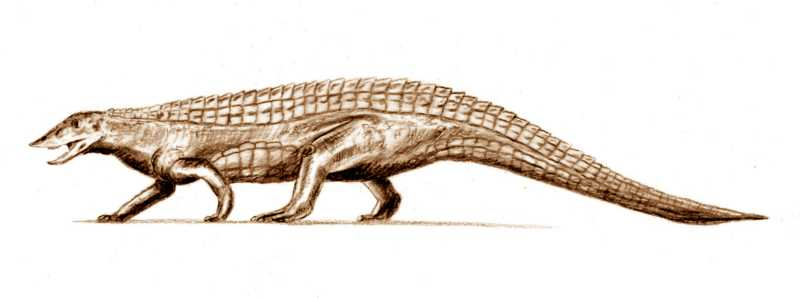
Реконструкція Stagonolepis

Текодонти (Thecodontia, досл. «коміркозубі») — застаріла таксономічна група, що раніше використовувалася для опису широкого «ряду» ранніх архозаврових плазунів, які вперше з'явилися в кінці пермського періоду і набували поширення до кінця тріасового періоду. Всі вони були морфологічно схожі на крокодилів, але з коротшими черепами, більш вертикальною поставою і, як правило, дещо менші за вагою. До цієї групи входять предки динозаврів, птерозаврів і крокодилів:58—59, а також ряд вимерлих видів, які не дали потомства. Найближчим еквівалентом текодонтів буде наступне визначення — всі Archosauriformes, виключаючи динозаврів, птерозаврів і крокодиломорфів.
Термін «текодонт» досі використовується як анатомічний опис морфології зубів, що спостерігається у цих та інших видів.

## Характеристика
Текодонти характеризуються певними спільними примітивними ознаками, такими як передочна ямка (отвір з кожного боку черепа між очницями та ніздрями) та зубні лунки. Назва «текодонт» походить з грецької й означає «зуб у лунці», що вказує на те, що зуби текодонтів вкладались в альвеоли, заглиблення у щелепних кістках. Цю характеристику архозаврів, успадкували динозаври.
Хоча таксон Thecodontia є застарілим, термін «текодонт» залишається в ужитку для анатомічного опису зубів у кісткових лунках. Крім колишніх представників текодонтів, ссавці також мають текодонтні зуби, що еволюціонували незалежно.
Більшість текодонтів були хижаками, хоча зустрічалися серед них і травоїдні форми. У зведенні Р. Керролла:57—86, одному з останніх великих посібників, в якому текодонти розглядалися як самостійна група, в їхньому складі виділялося 13 родин (більш спеціалізовані Gracilisuchidae, зближуються з крокодилами, при цьому розглядаються їх вже серед примітивних Crocodilia), що об'єднуються в чотири підряди:
- Proterosuchia — досить гетерогенна група, що об'єднує примітивних текодонтів неясного систематичного положення;
- Pseudosuchia — можливо, сестринська група динозаврів;
- Phytosauria (Parasuchia) — схожі з крокодилами;
- Aetosauria — можливо, рослиноїдні.

Оскільки кладистична парадигма визнає лише монофілетичні таксони як групи природи, а текодонти є парафілетичною групою (серед їхніх нащадків є тварини, які не є текодонтами), цей термін більше не використовується більшістю палеонтологів, але його все ще можна знайти в старих (і навіть досить недавніх) книгах як зручне скорочення для позначення базальних архозаврів.